# Karl Wolff (Landrat)
Karl Richard Wolff (* 3. Juni 1904 in Münster; † 16. Oktober 1993 ebenda) war ein deutscher Landrat.

## Leben
Nach dem Besuch der evangelischen Knabenoberschule Münster und des Schillergymnasiums Münster machte Karl Wolff zu Ostern 1922 das Abitur und studierte im Anschluss daran in Münster Rechtswissenschaften. Am 21. Dezember 1925 wurde er Gerichtsreferendar beim Oberlandesgericht Hamm. Am 6. Juni 1929 zum Gerichtsassessor ernannt, musste er schon nach kurzer Zeit als unbezahlter Assessor und Anwaltvertreter bis November 1931 seinen Lebensunterhalt bestreiten. Er wurde Hilfsrichter bei den Landgerichten Münster und Essen.
Wolff trat am 1. Dezember 1931 in die NSDAP ein (Mitgliedsnummer 455.701). Zum 1. Juni 1933 nahm er eine informatorische Beschäftigung bei der Stadt Münster auf. Ende Juli oder Anfang August wurde Wolff Büroleiter beim Reichsstatthalter Meyer in Detmold. Er wurde mit Wirkung vom 1. Juli 1933 Regierungsrat und leistete ab dem 27. August 1939 Dienst in der Deutschen Wehrmacht. Nach einer Unabkömmlichstellung wurde er am 27. September 1943 zum Landratsamt Höxter abgeordnet. Das Amt des stellvertretenden Landrats hatte er bis 1945, unterbrochen durch die Versetzung zum Oberpräsidium Münster im August 1944, inne. In den letzten Kriegstagen wurde er wieder zur Deutschen Wehrmacht eingezogen. Im Oktober 1945 wurde er aus politischen Gründen aus dem Staatsdienst entlassen. Er verdingte sich als Bauhilfsarbeiter und Sprachlehrer und war auch als Dolmetscher bei der britischen Besatzung tätig. Im Entnazifizierungsverfahren wurde er am 31. August 1948 in die Kategorie IV (leichter Fall) eingestuft. Zum 1. Mai 1953 wurde Wolff Angestellter bei der Bezirksregierung Münster und zum 1. Januar 1954 Richter beim Sozialgericht Münster. Zum 1. Juli 1969 ging er in den Ruhestand.